# Horné Lefantovce
Horné Lefantovce jsou obec na Slovensku, v okrese Nitra v Nitranském kraji. Žije v nich 844 obyvatel.

## Přírodní poměry
Obec leží osmnáct kilometrů severně od města Nitry na západním úpatí pohoří Tribeč a náplavovém kuželi Lefantovského potoka levostranného přítoku řeky Nitry. Reliéf obce je tvořen aluviální rovinou, pahorkatinou a vrchovinou. Severozápadní svahy pohoří Tribeč jsou tvořeny druhohorními a krystalickými horninami. Nadmořská výška se pohybuje v rozmezí 148–503 metrů, střed obce je ve výšce 185 metrů.
V lokalitě Čierna skala v nadmořské výšce 455 metrů se vyskytuje turmalín v blocích žilného křemene. V lokalitě kopce Veľká skala je odkryté skalní moře – triasová odkrývka křemencových lavic.
Lesní porost je v části chráněné krajinné oblasti Ponitří, je tvořen duby a habry. V Horních Lefantovcích jsou vysázeny dva kaštanové sady. První byl založen v roce 1884 na západním svahu mezi obcí a léčebným ústavem. Druhý byl vysazen v roce 1965.
Obcí vede silnice III/1666 ze sousedních Dolních Lefantovců.

## Historie
První písemná zmínka o obci pochází z roku 1113, kde je uváděna jako Elephant. Další názvy se vyskytují v roce 1218 jako Elefant, v roce 1322 Elephant Superior a v roce 1773 jako Horné Leffantowcze.
V roce 1218 je poprvé písemně doložen farní kostel svatého Martina. Obec byla v majetku rodu Elefantovců, kteří v roce 1369 založili paulánský klášter svatého Jana Křtitele. Klášter byl zrušen za vlády Josefa II. v roce 1772. V roce 1836 budovu kláštera zakoupil generál hrabě Ferenc Gyulai, jeho dědicem byl adoptivní syn Leopold von Edelsheim-Gyulai. Rodina Edelsheim-Gyulai později přistoupila k přestavbě kláštera na zámek. Obec měla v roce 1715 vinice, ty byly zmiňovány už v roce 1291, a 13 poddanských domácností. V roce 1787 zde žilo 781 obyvatel v 84 domech, v roce 1828 to bylo 630 obyvatel a 90 domů. Hlavní obživou bylo zemědělství.
V obci byl v roce 1902 zřízen poštovní úřad a v roce 1912 zaveden telefon a elektřina. V roce 1945 obec osvobodil 2. ukrajinský front. V zámku byl v roce 1948 zřízen léčebný ústav tuberkulózy.
Sloučení Dolných a Horných Elefantovců v roce 1976 vznikla obec Elefantovce, která zanikla v roce 2002 jejím rozdělením a osamostatněním původních obcí. V roce 2003 obec přijala nový znak a vlajku.

## Pamětihodnosti
- Horní Lefantovce (starý zámek)
- Horní Lefantovce (horní zámek) (bývalý klášter)
- Dvě kurie